# Memories (Weezer)
Memories è un brano musicale del gruppo Weezer, traccia di apertura e primo singolo estratto dall'album del 2010 Hurley ed è stato reso disponibile per il download digitale il 10 agosto 2010. Il brano è stato scritto e prodotto da Rivers Cuomo.

## Tracce
Promo - CD-Single Epitaph 7126-8A
1. Memories - 3:14

## Classifiche
| Classifica (2010)                | Posizione più alta |
| -------------------------------- | ------------------ |
| U.S. Billboard Alternative Songs | 21                 |
| U.S. Billboard Rock Songs        | 29                 |

## Formazione
- Rivers Cuomo- voce e chitarra
- Brian Bell - chitarra
- Scott Shriner - basso
- Patrick Wilson - batteria